# Алисаффи, Луи

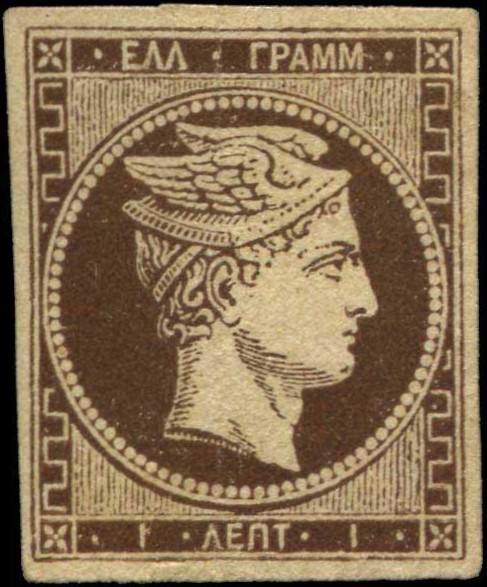
Изготовленная Алисаффи подделка коричневой марки номиналом 1 лепта из греческой серии «Большая голова Гермеса»

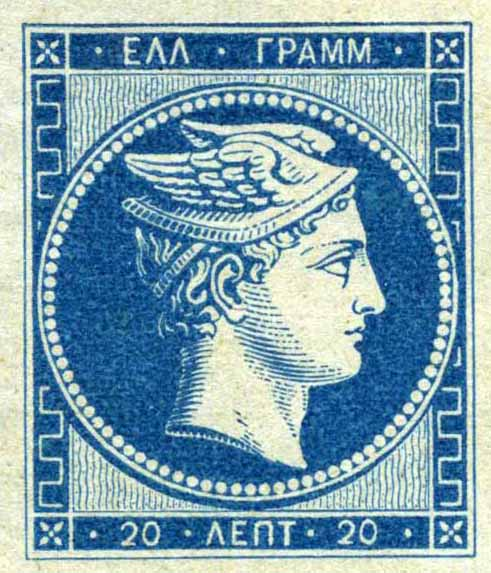
Подлинная греческая почтовая марка «Большая голова Гермеса» (парижский тираж)

Луи Алисаффи (фр. Louis Alisaffi) — филателистический дилер и фальсификатор из Стамбула, известный своими репродукциями греческих почтовых марок «Малая голова Гермеса» и «Большая голова Гермеса». Материалы, изготовленные Алисаффи, были включены в альбом с образцами подделок, подготовленный Союзом филателистов Женевы после смерти Франсуа Фурнье в 1927 году.

## Карьера
Алисаффи действовал в Париже в 1902 году, когда способом фотолитографии он изготовил репродукции почтовых марок Греции с изображениями малых и больших «Голов Гермеса». Марки продавались как подлинные или как репринты, но когда Алисаффи попытался продавать их в Афинах, один филателистический дилер сообщил о нём в полицию. Впоследствии он получил разрешение, позволяющее ему продавать эти марки, поскольку они были без клея и уже были выведены из почтового обращения на территории Греции. Это разрешение позволило ему продать большое количество марок, поэтому известно более 30 различных их типов, включая имитации как парижского, так и афинского выпусков.
Он сотрудничал с фальсификатором Франсуа Фурнье, который начал свой бизнес в Женеве в 1903 году, поэтому репродукции Алисаффи продавались Фурнье и вошли в альбом с образцами подделок Фурнье, подготовленный Союзом филателистов Женевы после смерти Ф. Фурнье в 1927 году.
Подделки Алисаффи хорошо известны филателистам, специализирующимся в области греческих почтовых марок, и были среди подделок, рассмотренных в труде Уолтера Дорнинга Бектона.

## Труды
- Alisaffi L. Prix-courant. Timbres-poste de Grece. — Syra (Grece), 1893.